# Paulhenc
Paulhenc ist eine französische Gemeinde mit 258 Einwohnern (Stand: 1. Januar 2022) im Département Cantal in der Region Auvergne-Rhône-Alpes. Sie gehört zum Arrondissement Saint-Flour und zum Kanton Saint-Flour-2.

## Geographie
Paulhenc liegt südlich der Bergkette Monts du Cantal, etwa 28 Kilometer ostsüdöstlich von Aurillac am Fluss Brezons. Die Nachbargemeinden von Paulhenc sind Saint-Martin-sous-Vigouroux im Nordwesten und Norden, Pierrefort im Norden, Sainte-Marie im Osten, Cantoin im Süden sowie Thérondels im Westen.

## Bevölkerungsentwicklung
| Jahr                       | 1962 | 1968 | 1975 | 1982 | 1990 | 1999 | 2006 | 2019 |
| Einwohner                  | 547  | 509  | 422  | 376  | 317  | 283  | 272  | 257  |
| Quellen: Cassini und INSEE |      |      |      |      |      |      |      |      |

## Sehenswürdigkeiten
- Kirche Saint-Saturnin aus dem 13. Jahrhundert, Umbauten aus dem 15. und 19. Jahrhundert, seit 1997 Monument historique
- Kapelle Notre-Dame in Turlande, 1275 erbaut, seit 1996 Monument historique
- Burg Estresses, seit 2008 Monument historique
- Schloss Turlande
- Domäne Fontanges aus dem 16. Jahrhundert, seit 1953 Monument historique

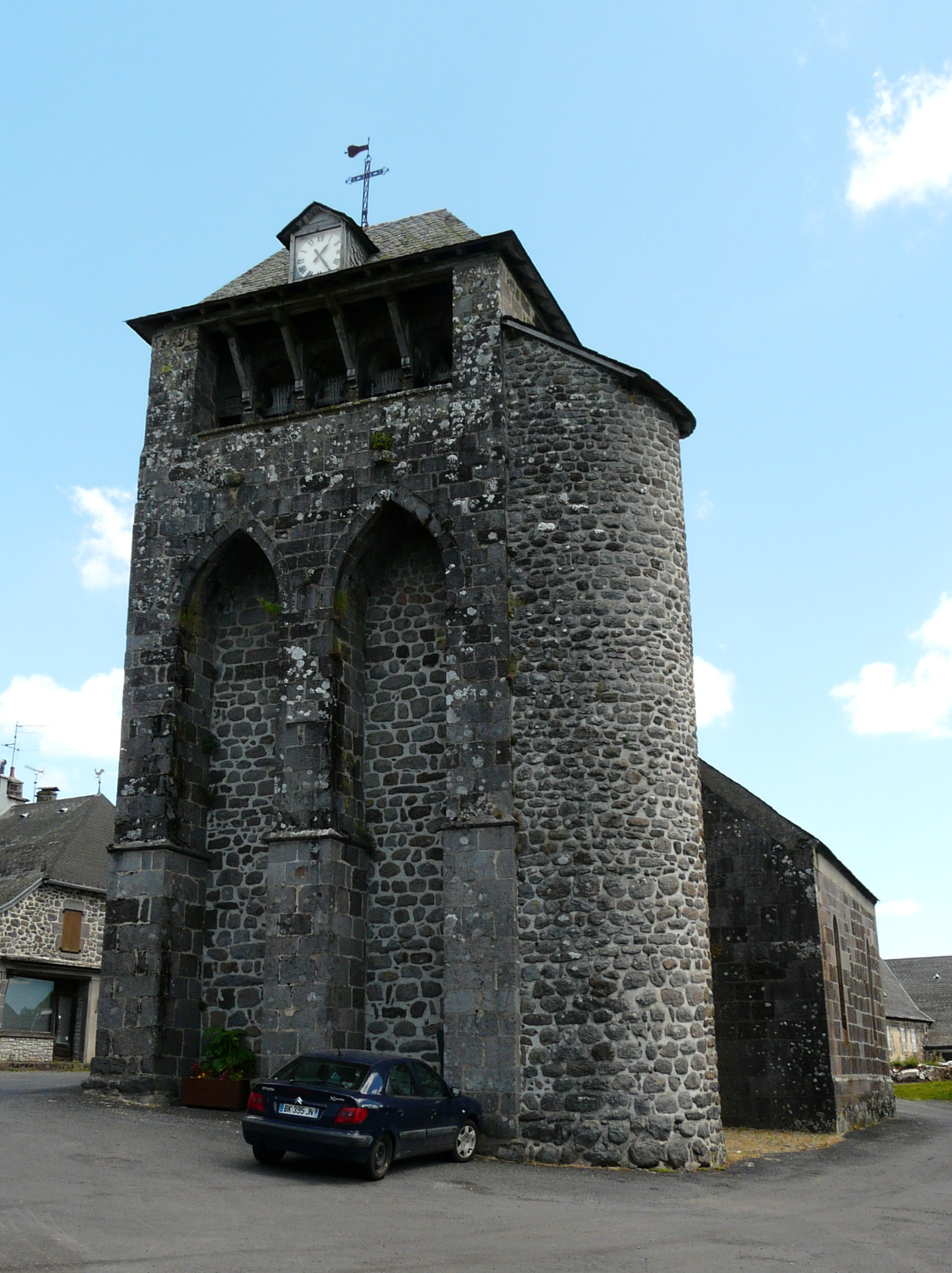
Kirche Saint-Saturnin
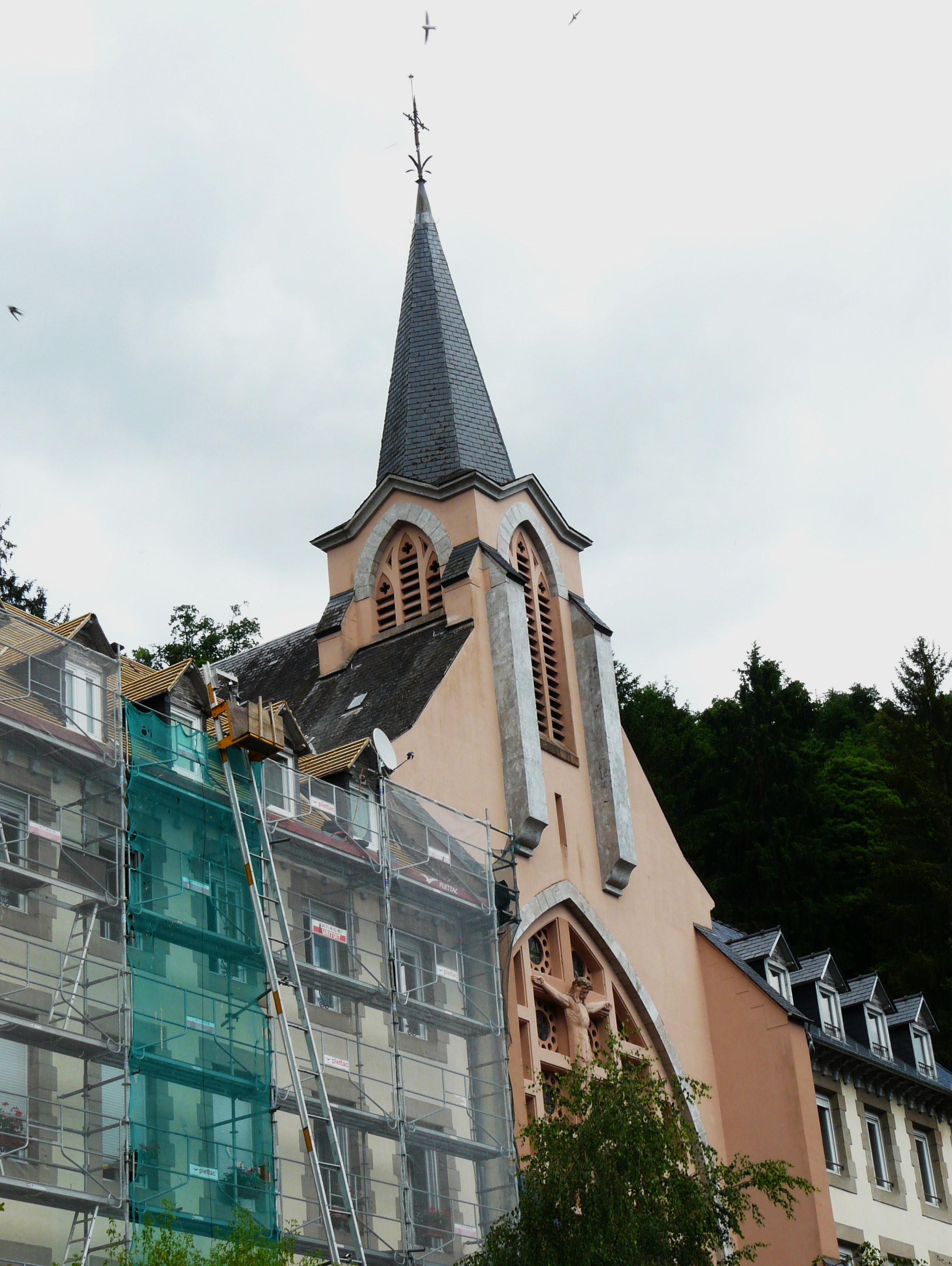
Hospitalkapelle

## Persönlichkeiten
- Robert von Turlande (1001–1067), Heiliger der römisch-katholischen Kirche